# Somerset House
Somerset House (hr. „Kuća Somerset”) u Londonu jest velika neoklasicistička zgrada smještena na južnoj strani Stranda, jedne od najpoznatijih avenija u britanskoj prijestolnici, izravno istočno od Waterloo Bridgea u središtu Londona.

## Povijest
Trenutna georgijanska zgrada, koju je dizajnirao Sir William Chambers 1776., je zamijenila staru Somerset House, kompleks palače izgrađen 1550-ih na inicijativu Edwarda Seymoura, 1. vojvode od Somerseta. Palaču je oduzela kruna poslije njegove osude, još dok nije bio završen 1589. god. U 17. stoljeću, nastavio se mijenjati, te je Inigo Jones dizajnirao terase na rijeci Temzi ranih 1660-ih, te Christopher Wren 1685. godine. 
U 18. stoljeću Old Somerset House je postupno napustila Kruna. Služio je samo za pohranu, te kao rezidencija za strane dostojanstvenike i kao kasarna za trupe. Pogled iz njegova vrta uz Temzu, otvoren za javnost, Canaletto je dva puta naslikao tijekom svog posjeta Londonu 1750. – 1751. god. Trpeći zbog zanemarivanja, kompleks se počeo urušavati 1775. godine. Središnji dio sadašnje zgrade, djelo Sir Williama Chambersa, izgrađen je između 1776. i 1796. godine.
U 19. st. su dodana viktorijanska vanjska krila na istoku 1831., i zapadu 1856. god.
. Jedno vrijeme bio je sjedište Kraljevske umjetničke akademije (1771. – 1868.), a sada se nalazi Institut Courtauld i zbirka galerije Courtauld (od 1989. godine), kao i ministarski odjeli za prihode i carine.
Zatvoreni dekor i viktorijanska arhitektura učinili su ga široko korištenim filmskim setom, te su mnogi redatelji odabrali ovo mjesto za male ili velike scene iz svojih filmova.

## Vanjske poveznice
|  | Zajednički poslužitelj ima još gradiva o temi Somerset House |

- Službene stranice Kuće Somerset